# Consiglio rivoluzionario di al-Fath
Il Consiglio rivoluzionario di al-Fatḥ (in arabo فتح - المجلس الثوري‎?, Fatḥ al-Majlis al-Thawrī), detto anche FRC (da Fatah Revolutionary Council), è un gruppo paramilitare palestinese fondato nell'ottobre del 1974 da Abū Niḍāl, ʿIssām Maraqa (Sālim Aḥmad) ed ʿAtīf Ḥammūda (Abū Siham).
Si contrappone da sempre ad al-Fath, fondata da Yāser ʿArafāt, considerata troppo moderata.
Tra le sezioni dell'organizzazione si trovano l'ufficio politico, il comitato centrale e il consiglio rivoluzionario.